# Ốc đá
Ốc đá  hay còn gọi là ốc suối, ốc thuốc, ốc vặn và ốc Campuchia (Danh pháp khoa học: Bellamya chinensis) thuộc họ Viviparidae là một loài ốc trong các loài ốc nước ngọt sinh sống dưới nước, thở bằng mang (thủy sản), đẻ con và là loài ốc sống trong các gộp đá ở các suối trên núi cao, trong hang núi đá, khe suối.

## Đặc điểm
Ốc đá có hình dáng tương tự như ốc bươu, ốc nhồi, nhưng phần đuôi tròn, thân màu vàng nhạt, vỏ cứng màu đen. Ốc có chiều dài khoảng từ 3 – 7 cm, nhiều loại ốc chỉ lớn hơn đầu đũa một tí và có màu đen trũi, mình dài, óng ánh trong nắng nhưng cũng có những loài ốc to bằng chén uống nước, thân dẹt, màu trắng sữa hay đen trũi. Một số con ốc đá có hình dáng khá giống ốc núi bà Đen ở Tây Ninh, chúng không phát triển theo chiều dọc như ốc nhồi, ốc bươu mà nó phát triển theo chiều ngang, mình dẹp, to trung bình bằng hai đốt ngón tay, miệng loe ra có màu trắng sữa và một số loại ốc khác thì mỏng vỏ, dày ruột, có hương thuốc quý do ăn các loại lá cây, quả và thảo dược trong rừng. Thịt ốc đá trắng, mềm ngọt hơn ốc bươu, có vị ngọt, giòn, béo, thơm.

## Tập tính
Loại ốc này thường chỉ có ở những khu rừng rậm, nhiều cây cối, ẩm thấp. Chúng thường ra nhiều sau mưa để ăn lá cây. Chúng chỉ xuất hiện vào đầu mùa mưa, lúc rừng núi ẩm ướt (từ tháng 4 đến tháng 9 âm lịch) rồi sau đó gần như biến mất. Chúng thường bám dưới những hốc đá nằm sâu trong vũng nước, khe suối và chậm chạp bám vào những tảng đá ven bờ suối để ăn rong rêu. Sau các đợt lũ, chúng không chỉ bám dưới hốc đá, ốc nhiều nhất ở dưới lớp rêu nước.
Chớm hè mới là thời kỳ ốc đá chuẩn bị sinh sản. Bình thường, ốc đá sinh sống ở các khe, suối, nơi có dòng nước trong xanh, không bị ô nhiễm và có nhiều đá. Ban ngày ốc chui xuống phía dưới các tảng đá, dưới cát hay dưới các lớp lá cây bị mắc lại tại các hốc đá. Ban đêm ốc bò ra, bám thành từng bầy trên những phiến đá, đen tuyền, hiện rõ dưới dòng nước của các con suối, khe nước
Tại Việt Nam, ốc sống tập trung ở các huyện ở vùng núi Trà Bồng (Quảng Ngãi) và Trà My (Quảng Nam). Vành đai vườn quốc gia Cúc Phương chạy dọc các xã Thành Lâm, Thành Yên, Thành Mỹ, Thạch Lâm của huyện Thạch Thành là có nhiều ốc đá nhất. Ốc đá ở Suối Bàng thường chỉ xuất hiện từ tháng 4 đến cuối tháng 8, tức là vào mùa mưa, khi thời tiết ẩm ướt. Những tháng còn lại chúng vùi mình trong những lớp lá dày hoặc nằm im dưới đất, chỉ những ngày mưa ốc mới xuất hiện.
Tại vùng Thanh Hóa, sau khi cơn mưa rừng trút xuống, nước tràn khe suối, những con ốc ẩn mình cả năm chui lên khỏi mặt đất, trời mưa rất dễ bắt ốc, trời mát, ốc bò ra nhiều, nếu mưa sớm vào buổi chiều, hôm sau lá bị khô, ốc không chui ra ngoài. Hết mùa mưa, ốc sẽ chui sâu xuống đất, rất khó tìm.

## Khai thác

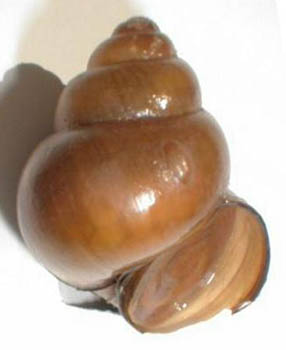
Một con ốc đá

Các huyện miền núi của Quảng Nam như Bắc Trà My, Nam Trà My, Tiên Phước, Tây Giang, Nam Giang... thường hay đãi khách phương xa nhiều món ngon đặc biệt, và ốc đá  ốc đá là một trong những ẩm thực mang đậm nét đặc trưng của tộc người vùng cao ở Trường Sơn. Chúng là loại thức ăn đặc biệt, quen với người Mường, Thái. Dân bản địa còn gọi với tên khác là ốc thuốc vì chúng có nhiều công dụng trị một số chứng lạnh bụng, đau bụng, dị ứng và có giá trị dinh dưỡng cao. Phần đuôi ốc có giá trị nhất, vì chính là "túi thuốc" của con ốc.
Ốc đá chế biến đơn giản, chỉ cần ngâm nước sạch cho nhả hết lá cây rồi luộc hoặc xào, làm nộm. Ngon nhất vẫn là ốc luộc vì giữ được hương thơm của vị thuốc. Ốc bắt về được ngâm với nước vo gạo khoảng sáu giờ để nhả hết chất bẩn. Chà rửa ốc thật sạch, chặt bỏ trôn (đuôi) ốc, rửa ốc một lần nữa, vớt ra rổ để ráo. Ốc đá um sả là món ăn ngon được nhiều người ưa thích ngoài luộc còn có thể chế biến thành nhiều món khác, không xào ốc vì khi xào ốc ra nhiều nhớt ăn không ngon, thường nấu canh, người ta có thể nạo xoài chua đem trộn với ốc và gia vị: mùi tàu, lá gừng, tía tô, chanh, ớt làm gỏi. Ốc đá còn được chế biến thành món ốc hút.